# Peter Collinson (botanico)
Peter Collinson (Londra, gennaio 1694 – Londra, 11 agosto 1768) è stato un botanico inglese, socio della Royal Society, e tramite per lo scambio di informazioni scientifiche internazionali nella Londra di metà del XVIII secolo.
È noto per la sua amicizia con John Bartram e la sua corrispondenza con Benjamin Franklin sull'argomento dell'elettricità.

## Biografia
Figlio di un mercante di stoffe di lana a Londra, Collinson entrò in affari con suo padre e sviluppò un interesse per la botanica. La sua famiglia apparteneva all'unione di Gracechurch Street della Società religiosa degli amici (o quaccheri). 
Nell'ottobre 1728 Collinson scrisse a Sir Hans Sloane, presidente della Royal Society, su strani eventi in Kent e il 7 novembre 1728 fu proposto per la Fellowship della società.
Collinson sostenne la battaglia di Thomas Coram, William Hogarth e altri per la fondazione un istituto di beneficenza che accogliesse i bambini abbandonati dalle loro madri. Ottennero così, da re Giorgio II un Royal Charter per avviare la costruzione del Foundling Hospital e il 17 ottobre 1739 viene indicato Collinson come governatore fondatore.
Anche se Collinson era un mercante di stoffe per vocazione, in gran parte degli scambi con il Nord America, il suo vero amore era il giardinaggio. Attraverso i suoi contatti di lavoro poté ottenere campioni di semi e piante da tutto il mondo. La collezione personale di piante di Collinson, prima a Peckham e poi a Mill Hill, divenne famosa. Egli si rese conto che c'era un mercato per queste cose in Inghilterra, e alla fine degli anni 1730 ha cominciò ad importare i semi botanici del Nord America per i collezionisti inglesi, finanziando i viaggi di John Bartram. Ogni anno, distribuiva i semi del Nuovo Mondo, raccolti da Bartram, alla piccola nobiltà inglese, ai vivaisti e agli scienziati naturali, tra cui Johann Jacob Dillenius, Philip Miller, Lord Petre, ai duchi di Richmond e Norfolk, a James Gordon, a John Busch e ad altri. Collinson fu anche il mecenate dello storico naturale Mark Catesby.
Collinson mantenne una fitta corrispondenza con gli scienziati di rilievo a Londra e all'estero, tra cui Sloane, Carolus Linnaeus, Johan Frederik Gronovius, John Fothergill, Cadwallader Colden, e Benjamin Franklin. Collinson fu un particolare patrono della comunità scientifica di Filadelfia e assistette la nascente American Philosophical Society fondata da Bartram e Franklin nel 1743. Operò anche per molti anni come agente di acquisto per la Library Company of Philadelphia. Fu attraverso Collinson che Franklin comunicò alla Royal Society quello che nel 1751 sarà pubblicato come esperimenti e osservazioni sull'energia elettrica.
Venne eletto come membro straniero dell'Accademia reale svedese delle scienze nel 1747.
Pur vivendo a Mill Hill, visse in quella che è ora Ridgeway House boarding sede della Mill Hill School. Inoltre, la scuola ha anche una Collinson House e recentemente una Cedars House, che porta il nome di alberi piantati da Collinson.
Compilò la lista delle abbreviazioni standard degli autori botanici.